# Deo Optimo Maximo

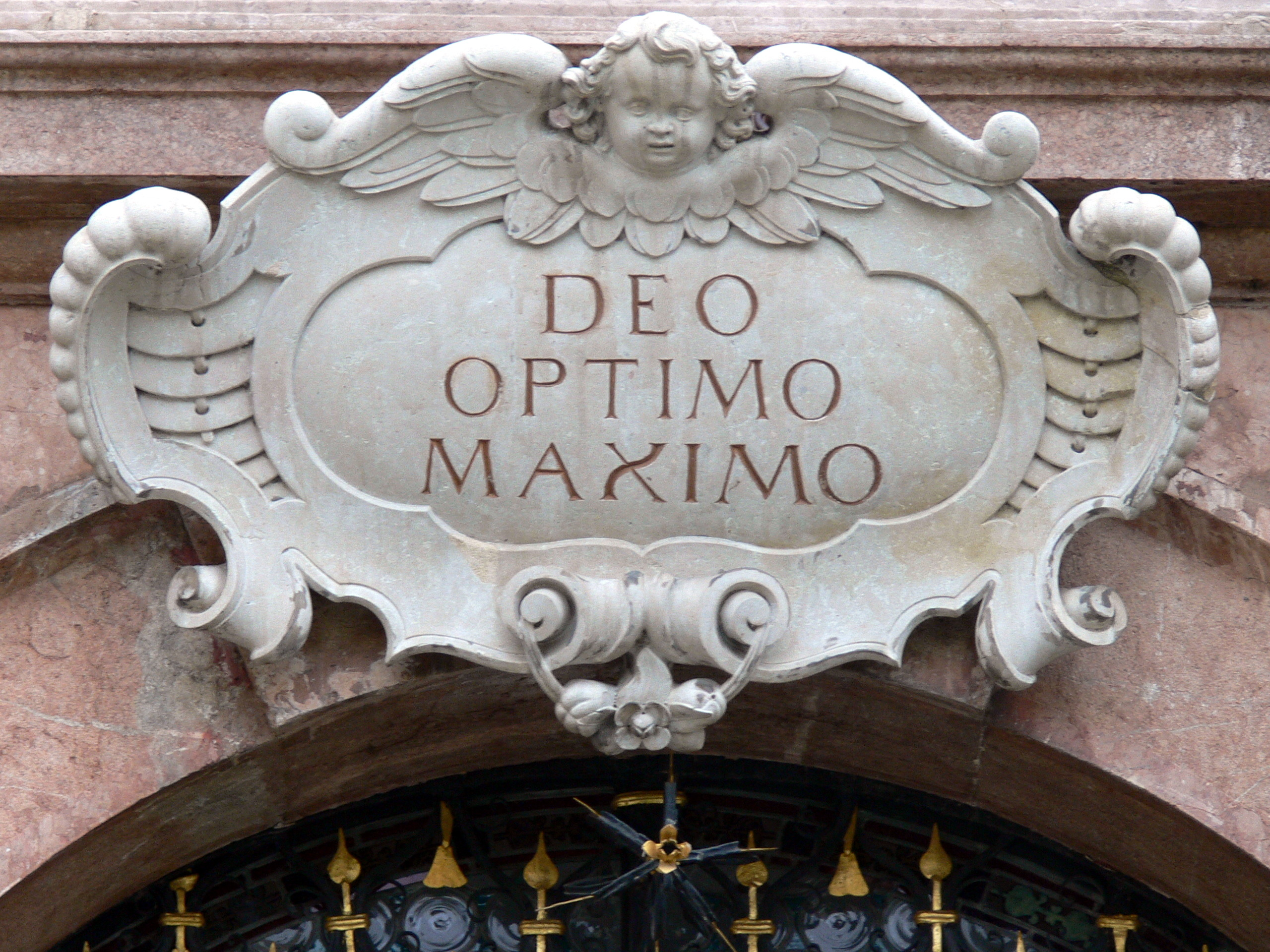
Inschrift über dem Portal der Stiftskirche Schlägl (Oberösterreich)

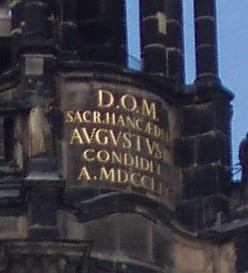
Turminschrift an der Dresdner Hofkirche (1755)

DOM (auch D.O.M.) ist ein lateinisches Akronym, das häufig auf christlichen Grabstätten, Sakralbauten und Votivgaben der frühen Neuzeit zu finden ist und Deo Optimo Maximo (wörtlich „Gott gewidmet (Dativ), dem Besten und Größten“, „Dem gnädigsten und erhabensten Gott“) bedeutet. Die Inschrift wird zuweilen auch zu DOMS erweitert und bedeutet dann Deo Optimo Maximo Sacrum („Dem besten und größten Gott geweiht“).
Die Worte leiten sich in direkter Folge vom Titel des Jupiter in seiner Eigenschaft als Haupt- und Staatsgott des Römischen Reiches ab, der Iupiter Optimus Maximus angerufen wurde und seinen Tempel auf dem Abhang des Kapitols hatte. Optimus und maximus sind Superlative von bonus („gut“) und magnus („groß“), wobei sich optimus ursprünglich von ops („hilfreiche Macht“) ableitete. Auf einen einzelnen Gott bezogen ist der Superlativ als Elativ zu verstehen. Die Widmung IOM (Iovi Optimo Maximo) ist regelmäßig auf Weihe- oder Grabstelen zu sehen. Außerdem wurde die Inschrift IOVI OPTIMO MAXIMO UXELLIMO (Deutschland, CIL XIII, 5145) mit dem latinisierten Wort uxellimo für das keltische uksello- (irisch uasal, walisisch uchel, bretonisch uhel), „hoch“ gefunden: uxellimus, „der höchste“.
Auch andere Kulte, wie derjenige des Mithras oder des Sol Invictus, übernahmen die Weiheformel; dort findet man die Akronyme DIM (Deo Invicto Mithrae, „Dem unbesiegbaren Gott Mithras“) oder DSII (Deo Soli Invicto Imperatori, „Dem unbesiegbaren Herrschersonnengott“).
Die Anlehnung der Formel DOM an das römische Vorbild erinnert an die spätantike christlich-synkretistische Tradition, heidnische Begriffe, Kalendertage und Orte zu übernehmen bzw. zu besetzen und dadurch die Römische Religion zu verdrängen; jedoch kam die Inschrift erst seit der Renaissance auf und stellt somit eine Antikenrezeption dar.

## Erweiterungen
Häufige Erweiterungen sind

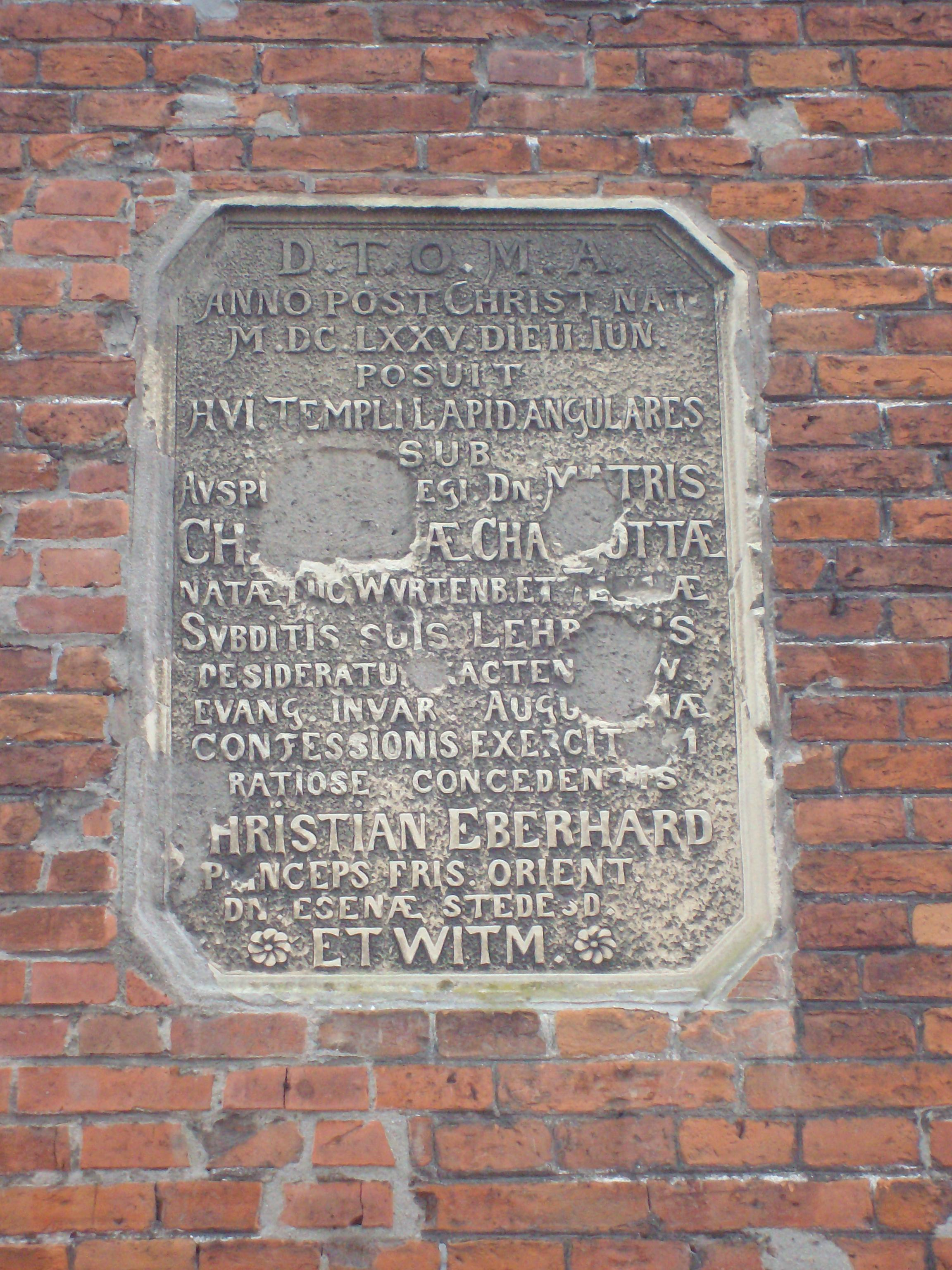
Inschrift an der Lutherkirche in Leer, 1675

- D.O.M.S. – Deo Optimo Maximo Sacrum („Dem besten und größten Gott heilig“)
- D.T.O.M. – Deo Trino/Ter Optimo Maximo („Dem dreifaltigen/dreifach besten und größten Gott“)
- D.T.O.M.A. – Deo Trino Optimo Maximo Annuente („Durch Gewährung des dreifaltigen besten und größten Gottes“)
- als SOLI DEO OPT MAX LAVS ET GLORIA ("Allein dem besten und größten Gott sei Lob und Ehre") auf St. Galler Münzen (1620ff und ähnlich schon 1565).[1]